# Phobaeticus serratipes

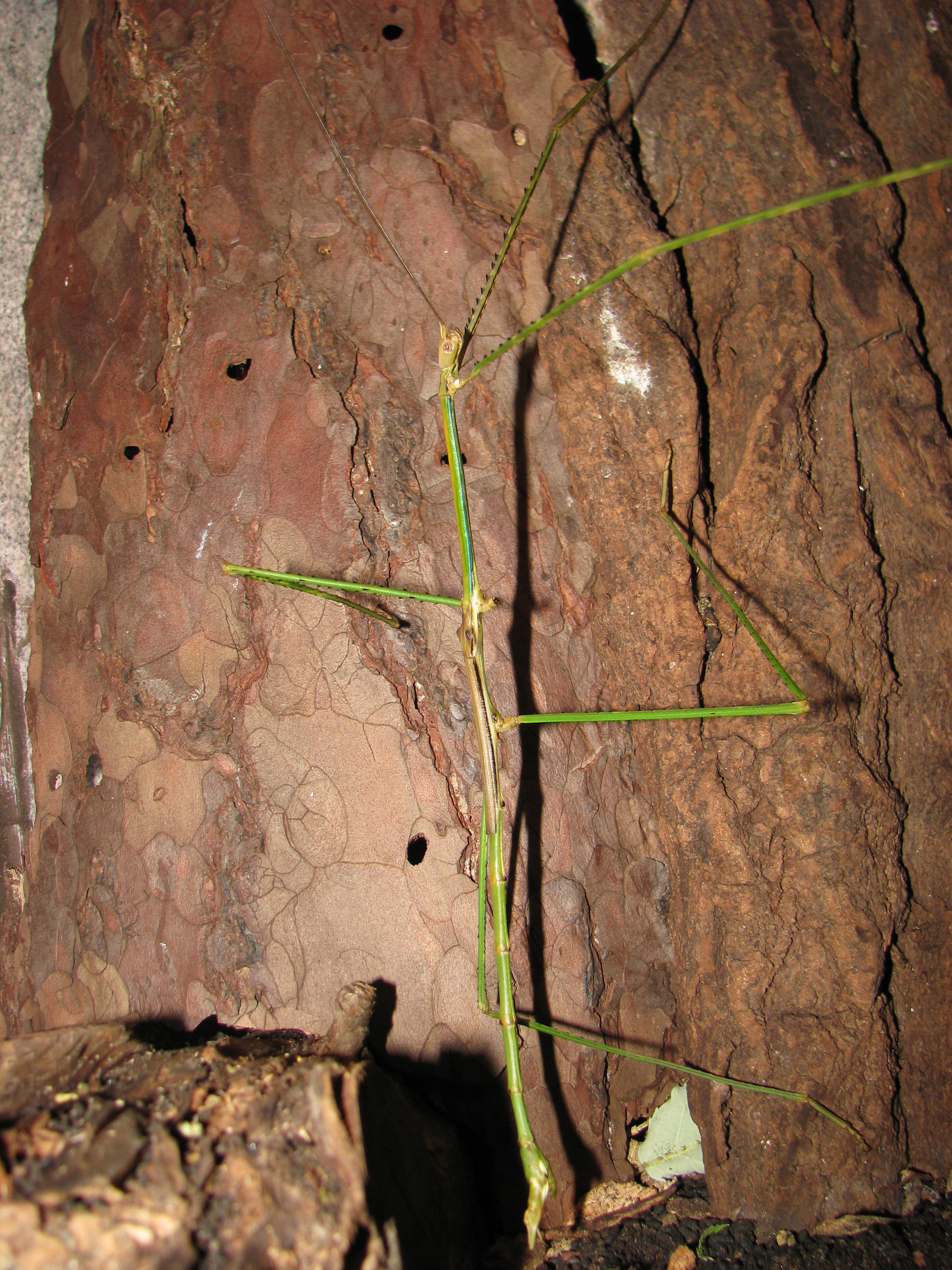
Grünes Männchen

Phobaeticus serratipes gehört zu den größten Vertretern der Gespenstschrecken. Gelegentlich wird die Art auch als Riesen-Stabschrecke oder als „Wandelnder Ast“ bezeichnet, wobei erstere Bezeichnung ein nicht eindeutig dieser Art zuzuordnender Sammelname ist und Letztere besser und passender auch für Pharnacia westwoodi verwendet wird. Im englischen Sprachraum ist „Giant Malayan Stick Insect“ gebräuchlich, ein Name, den man mittlerweile auch in der deutschen Form als Malaiische Riesenstabschrecke findet.

## Merkmale
Die Weibchen wurden lange Zeit als die längsten bekannten Insekten bezeichnet. Dies galt aber nur für die Gesamtlänge, inklusive der Beine, gemessen von den Enden der Protarsen bis zu denen der Metatarsen. Mit den typisch nach vorn ausgestreckten Vorderbeinen konnte so bei einem Weibchen aus Tasek Chini von der Malaiischen Halbinsel eine Gesamtlänge von 555 Millimetern ermittelt werden. Derzeit wird dieser Rekord mit knapp 570 Millimetern Länge der erst im Jahre 2008 von Philip Bragg beschriebenen Art Phobaeticus chani zugestanden. Auch die größte Körperlänge bei einem Insekt (von der Kopfspitze bis zum Ende des Hinterleibs) wurde mit 357 Millimetern bei Phobaeticus chani ermittelt. Zuvor galt ein Weibchen von Phobaeticus kirbyi aus Sarawak (Borneo) mit 328 Millimetern als Insekt mit der größten Körperlänge. Die Weibchen von Phobaeticus serratipes können dagegen nur eine Körperlänge von maximal 280 Millimetern erreichen. Neben einfarbig apfelgrünen Tieren, gibt es auch komplett dunkel- und seltener hellbraun gefärbte. Außerdem existiert auch eine grüne Lokalform, die auf der Oberseite von Brust und Hinterleib viele weiße Punkte (Tuberkel) zeigt, wobei sich eine besondere Häufung auf dem Metanotum und den ersten Abdominalsegmenten feststellen lässt. Bei Tieren mit grüner Grundfarbe sind die oberseits hellbraunen hinteren Ränder der Abdominalsegmente besonders gut zu erkennen. Die Tarsen sind hell- bis orangebraun.
Die Männchen bleiben mit 170 Millimetern Körperlänge deutlich kleiner. Sie können fast völlig grün oder oberseits auch fast braun sein. Die Unterseite ist auch bei braunen Männchen grün. An den Seiten des Mesonotums leuchtet eine türkis farbige Linie, welche sich scharf von der darunter verlaufenden schwarzen Linie absetzt. Bei manchen Weibchen ist an dieser Stelle ein schwach blaugrüner Streifen zu erahnen. Während die Weibchen keine Flügel haben, sind bei adulten Männchen kurze Flügel vorhanden. Die schuppenartigen, als Tegmina ausgebildeten Vorderflügel sind nur gut einen Zentimeter lang und tragen je eine dunkle Schulterbeule. Sie bedecken die Basis der Hinterflügel, welche nur bis zur Hälfte des dritten Abdominalsegments reichen. Beide Flügelpaare sind am vorderen Rand mit einem vorne hellen, dahinter schwarzbraunen Streifen gesäumt, die bei angelegten Flügeln ein oben helles und unten dunkles Band bilden. Die restlichen Flügel sind hellbraun gefärbt, wobei das vordere Drittel der Hinterflügel ebenso verdickt ist wie die Vorderflügel.
Die Fühler überragen in beiden Geschlechtern die Vorderschenkel und sind damit bei den langbeinigeren Männchen etwas länger.
Die im Querschnitt dreieckigen Beine sind an den unteren Kanten der Schenkel und Schienen von Mittel- und Hinterbeinen, sowie an den Unterkanten der Vorderschenkel mit kurzen, spitzen, nach hinten gerichteten Dornen bewährt (gezähnt). Am Auffälligsten ist jedoch die Oberkante der Vorderschenkel, die durch die hier größeren Dornen wie eine Säge aussieht. Bei den Männchen sind die Dornen schwarzbraun, so dass sie bei überwiegend grün gefärbten Exemplaren besonders deutlich auffallen. Am Ende der unteren Kanten von Mittel- und Hinterschenkel befindet sich je ein größerer Dorn (also zwei je Schenkelende).

## Systematik
Die Art wurde 1835 von George Robert Gray anhand eines Männchens als Cladoxerus serratipes beschrieben. Dieses Männchen wurde als Holotypus im Natural History Museum in London hinterlegt. Nur drei Jahre später, nämlich 1838 beschrieb Burmeister ein Weibchen unter dem Namen Bacteria acanthopus und hinterlegte den Holotypus im Museum für Naturkunde der Humboldt-Universität zu Berlin. Obwohl bereits Kirby diesen Namen 1904 als Synonym zu der von Gray beschriebenen Art erkannt hatte, wurde die Art und hier speziell die seit den 1980er Jahren in Zucht befindlichen Tiere, fast durchweg mit dem Artepitheton „acanthopus“ angesprochen. Erst eine Veröffentlichung von Hennemann aus dem Jahr 1993 klärte diese Situation erneut auf.
Durch eine weitere im Jahr 2008 erschienene Arbeit von Conle und Hennemann stellte sich auch heraus, dass die 1865 von Bates als Phibalosoma maximum und die 1920 von J.A.G. Rehn als Bactridium grande beschriebenen Arten ebenfalls mit Phobaeticus serratipes identisch sind.
Dem folgend und durch verschiedene Gattungs-Neubeschreibungen bzw. Neuzuordnungen sind für diese Art heute neben dem von Gray verwendeten Basionym Cladoxerus serratipes folgende, zum Teil noch häufig gebrauchte, ungültige Synonyme zu finden:
| - Syn. = Pharnacia serratipes (Gray, G.R., 1835) - Syn. = Baculolonga serratipes (Gray, G.R., 1835) - Syn. = Phibalosoma serratipes (Gray, G.R., 1835) - Syn. = Bacteria acanthopus Burmeister, 1838 - Syn. = Phryganistria acanthopus (Burmeister, 1838) - Syn. = Phibalosoma acanthopus (Burmeister, 1838) - Syn. = Pharnacia acanthopus (Burmeister, 1838) | - Syn. = Phibalosoma maximum Bates, 1865 - Syn. = Pharnacia maxima (Bates, 1865) - Syn. = Tirachoidea maxima (Bates, 1865) - Syn. = Phobaeticus maximus (Bates, 1865) - Syn. = Bactridium grande Rehn, J. A. G., 1920 - Syn. = Heteronemia grande (Rehn, J. A. G., 1920) |

## Vorkommen und Lebensweise

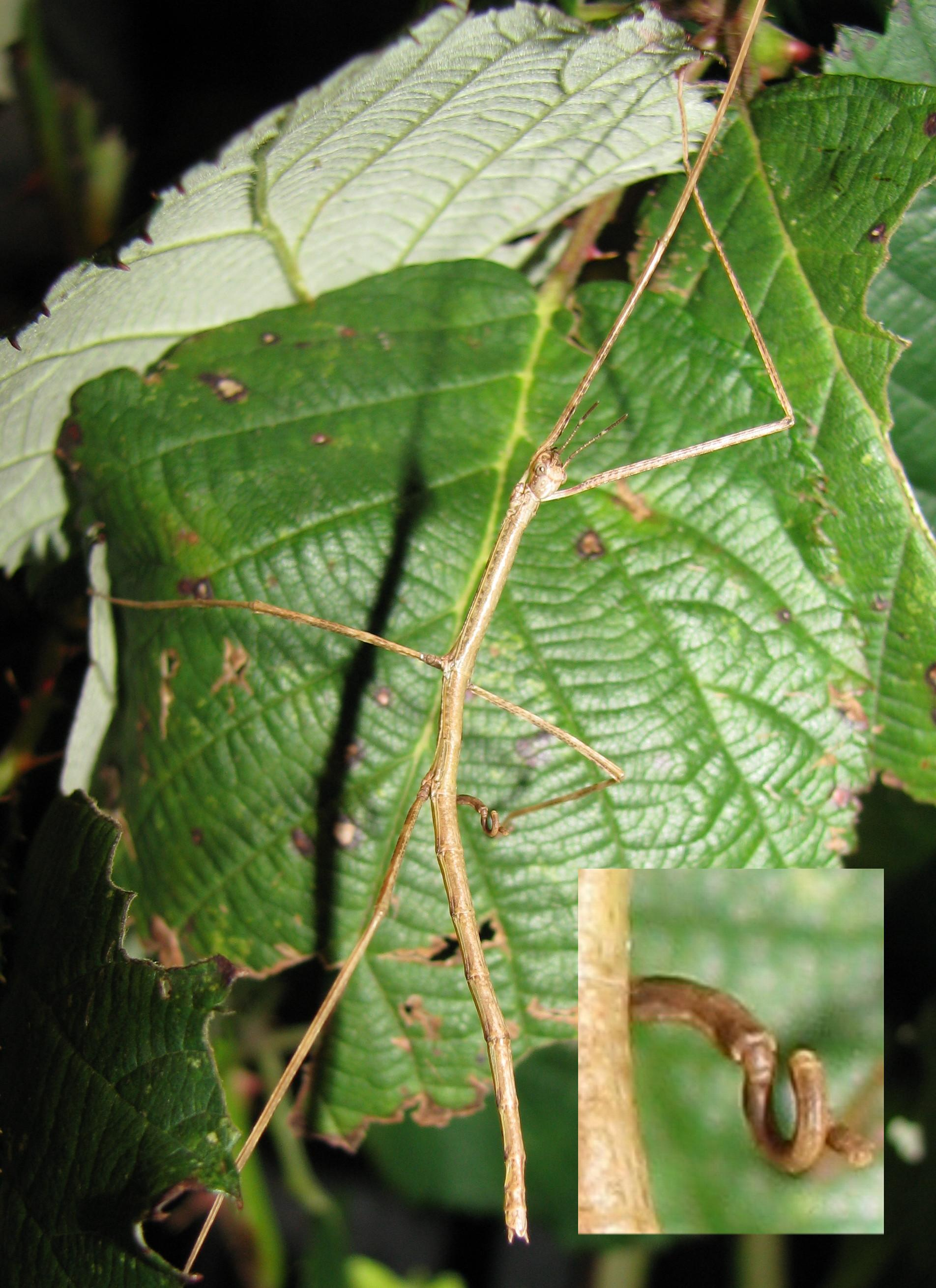
Regeneration des rechten Hinterbeins bei einer L-2-Larve

Die Heimat von Phobaeticus serratipes ist die Malaiische Halbinsel. Die Art soll aber auch in Singapur sowie auf Borneo, Sumatra und Java vorkommen.
Die Tiere hängen meist an den Mittel- und Hinterbeinen in den Zweigen der Nahrungspflanze. Oft werden die Vorderbeine nach vorn gestreckt, wodurch die Tiere noch stärker einem langen Zweig ähneln (Mimese). Werden sie an einem Bein gepackt, so werfen sie dieses ab (Autotomie) und flüchten bzw. lassen sich fallen, um anschließend zu flüchten. Nymphen können die Beine im Laufe der nächsten Häutungen ganz oder teilweise (je nach Anzahl der übrigen Häutungen) regenerieren. Dabei bilden sich zunächst aufgewickelte Beinanlagen, die sich nach der nächsten Häutung gestreckt und verlängert haben. Tiere mit nur mehr zwei bis drei Beinen sind durchaus noch in der Lage an Nahrung zu gelangen und damit lebensfähig. Die Lebenserwartung adulter Weibchen kann bis zu einem Jahr betragen.

## Fortpflanzung
Phobaeticus serratipes ist wie die meisten Gespenstschrecken zu fakultativer Parthenogenese befähigt. Fehlen Männchen, können sich die Tiere über Generationen parthenogenetisch fortpflanzen, ohne Degenerationserscheinungen zu zeigen. Die Weibchen schießen ihre Eier mit einem Ruck des Abdomens von sich weg, um eine gewisse Streuung der auf den Boden fallenden Eier zu erreichen. Bei einer Störung wird häufig ebenfalls ein Ei weggeschleudert, um den potentiellen Angreifer abzulenken. Die leicht platt gedrückten Eier sind gut fünf Millimeter lang und vier Millimeter breit. Nach etwa sechs Monaten schlüpfen aus ihnen die mit 55 Millimetern Gesamtlänge und 23 Millimetern Körperlänge schon recht langen, aber auch sehr dünnen Nymphen. Die Beine der Schlüpflinge sind beige und braun geringelt und auch der Körper, besonders das Abdomen, ist lebhaft beige und braun gezeichnet. Die älteren Nymphen ähneln immer mehr den Imagines. Nach etwa vier bis sechs Monaten sind sie selbst adult.

## Terrarienhaltung
Die Art lässt sich im Terrarium problemlos mit Brombeerblättern, aber auch mit Eichen, Haseln und Rotbuche ernähren. Allerdings sollte man den Riesen-Stabschrecken wegen ihrer Größe ein entsprechend geräumiges Terrarium anbieten und dieses nicht zu sehr mit Futterpflanzen vollstellen. Temperaturen ab 22 °C und eine Luftfeuchtigkeit von 75 Prozent, welche man durch regelmäßiges Besprühen mit lauwarmem Wasser erreicht, genügen zur Zucht.
Von der Phasmid Study Group wird Phobaeticus serratipes sowohl unter der PSG-Nummer 25 als auch unter der Nummer 75 geführt. Der erste eingeführte Stamm wurde bereits 1980 vorgestellt und stammte ebenso wie die im Jahr 2007 importierten Eier aus den Tapah-Bergen in Perak.

## Bilder

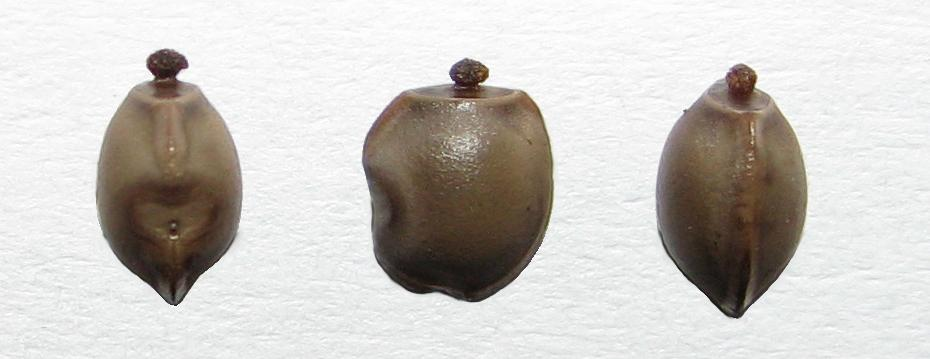
Eier
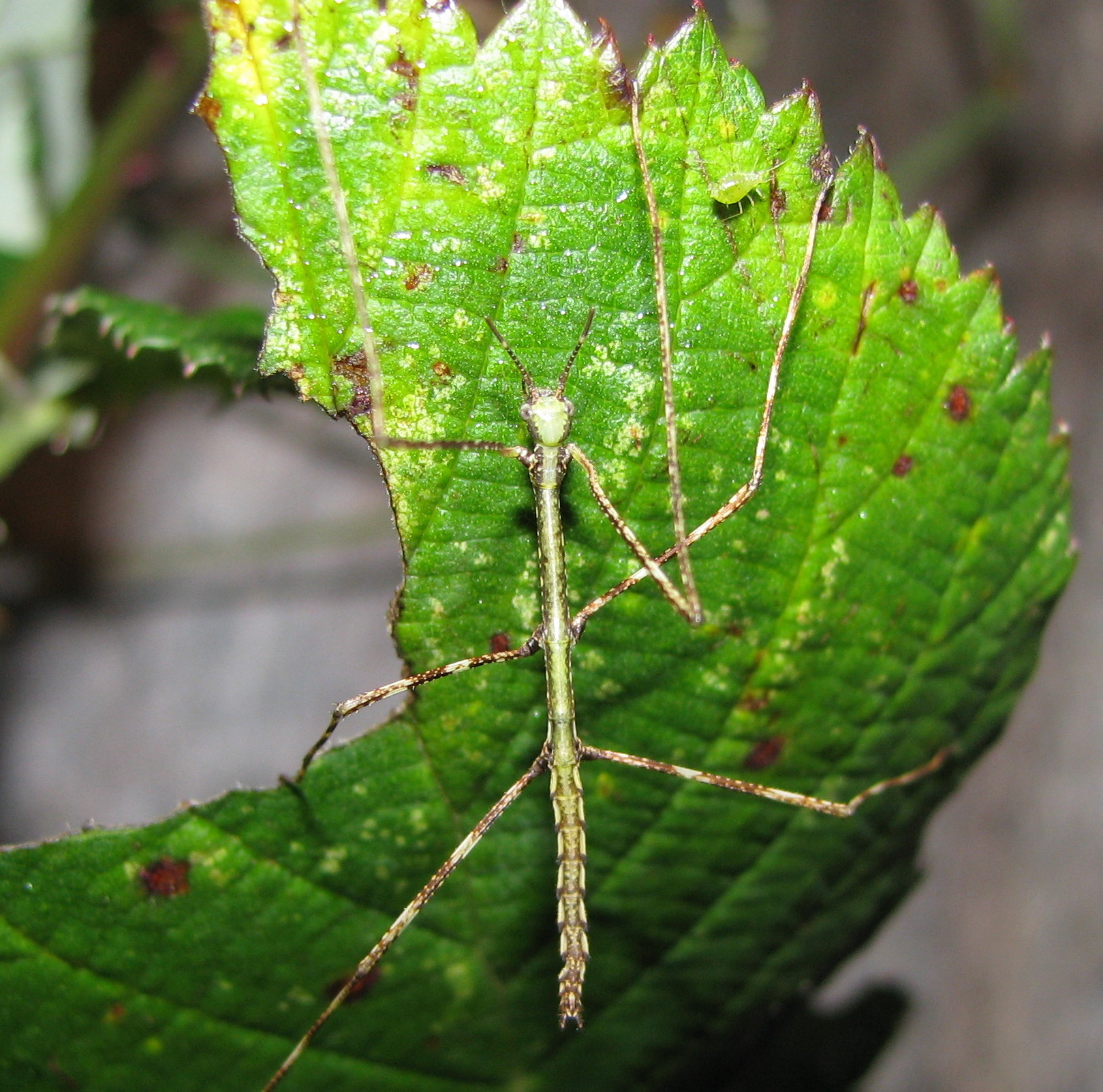
Frisch geschlüpfte Nymphe
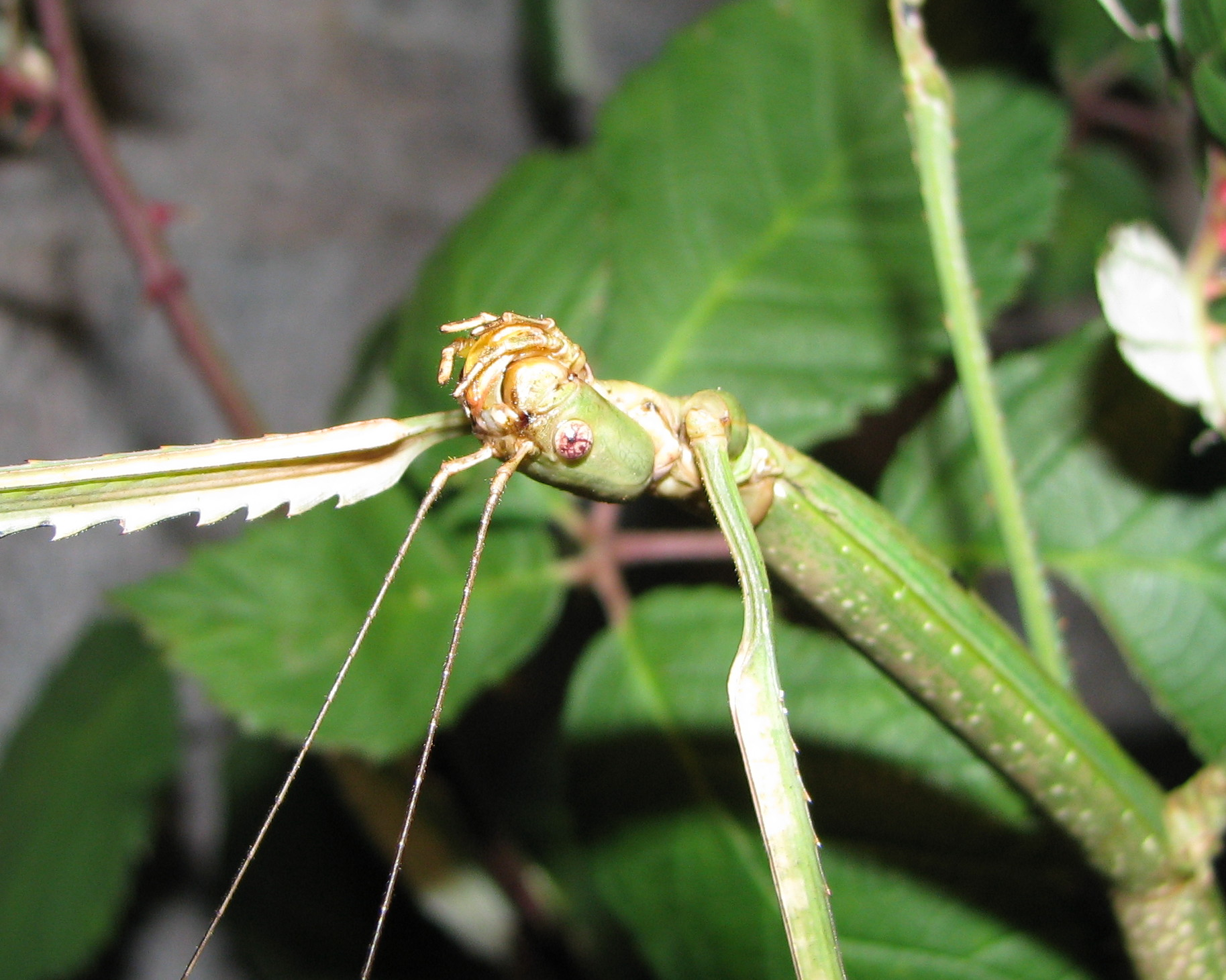
Porträt eines Weibchens
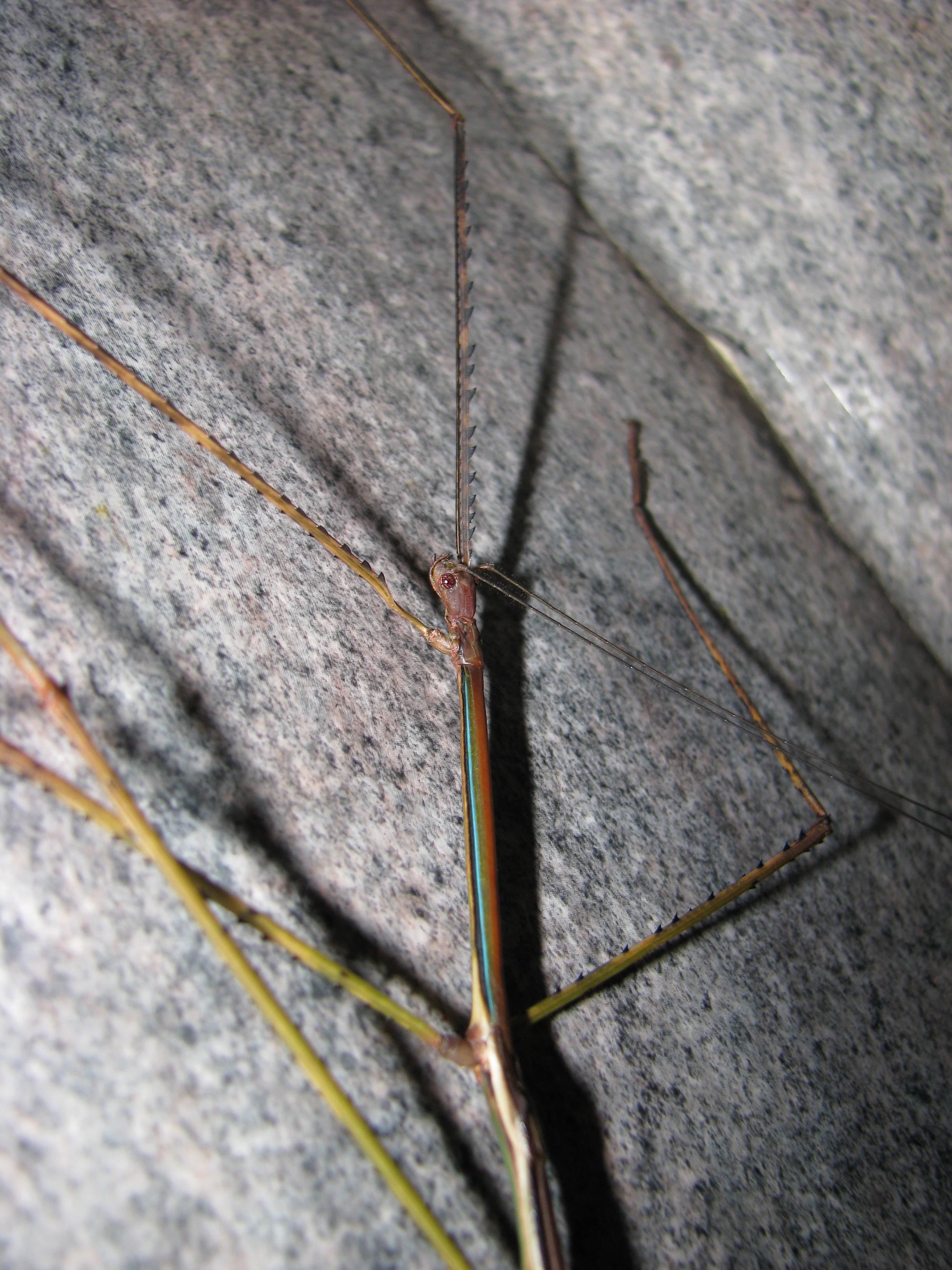
Porträt eines braunen Männchens